# Партала Станіслав Юрійович
Станісла́в Ю́рійович Парта́ла (позивний — Метро) (5 жовтня 1984 — 2 березня 2022) — український військовослужбовець, лейтенант ОЗСП «Азов» Національної гвардії України, учасник російсько-української війни, який відзначився та загинув у ході відбиття російського вторгнення в Україну в 2022 році. Герой України (2022, посмертно).

## Життєпис

### Ранні роки
Народився 5 жовтня 1984 року в місті Харкові. 
В другій половині нульових — на початку 10-х років активний член неформального руху вболівальників футбольного клубу «Металіст» (Харків), учасник фанатського колективу KCP («Kharkiv City Patriots»), що підтримував «Металіст» на домашніх та виїзних матчах. Став справжньою легендою фанатського руху, адже був людиною вельми неординарною.
|                                       | Ще за часів активної участі у житті навколофутбольного колективу, у «Метро» проявлялися певні риси характеру та навички. Нестандартне мислення в екстремальних ситуаціях, рішучість діяти там, де більшість інших не могли дати собі раду. В роки, коли довколафутбольні баталії зробили стрімкий поворот в сторону професійних єдиноборств, Станіслав знаходив у собі впевненість та сміливість навіть тоді, коли поступався супернику за силою, або майстерністю. Небагатослівний та націлений на перемогу. «Розвідник від Бога» - казатимуть через роки бойові товариші, згадуючи успішні воєнні операції «Метро». Все виглядало так, наче життя спеціально весь час готувало його до військової звитяги, але своїм, завжди непередбачуваним шляхом. |
| — Із статті на сайті «Трибуна героїв» | |

Під час та після Революції Гідності став в авангарді боротьби народу за свої права та свободу. Був серед невеликої групи патріотів-харків'ян, які зупинили проросійських бойовиків на вулиці Римарській у ніч з 14 на 15 березня 2014 року. А за півтора місяці Станіслав був серед фанатів «Металіста», які, приїхавши до Одеси на футбольний матч 2 травня, допомагали місцевим активістам у боротьбі з сепаратистами. 

### АТО/ООС
Із початком російського вторгнення на Донбасі став одним з перших добровольців батальону «Азов». 
Станом на листопад 2016 року, сержант Станіслав Партала був старшим інструктором (заступником командира взводу) 1-го відділення взводу розвідки 1-го батальйону оперативного призначення Окремого загону спеціального призначення НГУ «Азов» НГУ.
У часі виконання бойового завдання поблизу села Павлопіль — проведення спеціальної операції з пошуку й евакуації одного із загиблих солдатів ОЗСП «Азов», Станіслав Партала, ризикуючи власним життям, з групою розвідників і саперів, спробував забрати тіло бойового побратима. Під час евакуації сапери, що йшли попереду, підірвалися на вибуховому пристрої, два з них зазнали поранень. Групу почали обстрілювати терористи, однак завдяки досвідченості сержанта Партали, вдалося вивести групу, евакуювати двох поранених саперів та винести тіло загиблого.
Потому, вже у військовому званні старшини, Станіслав Партала відзначився в районі населеного пункту Зайцеве, де завдяки його професіоналізму та вмілому керівництву боєм вчасно помічено приховане просування ворожої диверсійно-розвідувальної групи з п'яти осіб, що наближалася до позицій батальйонної тактичної групи «Азову», по них відкрили вогонь, внаслідок чого чотирьох бойовиків знищено, одного — взято в полон.
За роки на передовій Станіслав провів сотні вдалих бойових операцій, знищив десятки російських окупантів, навчив військової справи безліч побратимів. Бувши командиром взводу розвідки, цей офіцер належав до еліти бойових підрозділів Національної гвардії України.

### Після вторгнення
27 лютого 2022 року в акваторії Азовського моря з'явилися бойові кораблі рф, які розпочали обстріл узбережжя та спробували висадити морський десант. Бій прийняли морські піхотинці ЗСУ, які успішно відбили три спроби загарбників ступити на берег. Згодом морпіхи мусили відступити для проведення перегрупування. Прикриття їхнього відходу та тимчасове утримання берегових рубежів доручили побратимам-нацгвардійцям — групі ОЗСП «Азов». Протягом 48 годин «азовці» відбили чотири спроби висадки морського десанту, завдали ворогу істотних втрат. Лейтенант Партала особисто знищив вісьмох загарбників та потопив два ворожі плавзасоби.
2 березня 2022 року Станіслав та його підлеглі успішно виконали завдання з мінування можливих шляхів висування ворога й уже поверталися до пункту дислокації, але в районі селища Калинівки, що в Маріупольському районі, «азовці» зіткнулися з групою противника, яка чисельно значно перевищувала нацгвардійців і спробувала їх оточити. Лейтенант Партала вміло організував відбиття нападу, у ході бою нацгвардійці знищили три бронемашини противника (зокрема дві з них, особисто, підбив лейтенант Партала), ворог вдався до втечі. Командир взводу дістав важке поранення, але попри це й далі керував боєм і зумів вивести свій підрозділ у район зосередження. На жаль, медикам не вдалося врятувати життя мужнього командира.

## Нагороди
- звання Герой України з удостоєнням ордена «Золота Зірка» (2022, посмертно) — за особисту мужність і героїзм, виявлені у захисті державного суверенітету та територіальної цілісності України, вірність військовій присязі[6].
- орден «За мужність» II ступеня (2020) — за особисту мужність, виявлену у захисті державного суверенітету та територіальної цілісності України, самовіддане служіння Українському народу[7].
- орден «За мужність» III ступеня (2016) — за особисту мужність, самовідданість і високий професіоналізм, виявлені у захисті державного суверенітету та територіальної цілісності України[8]
- орден «Народний Герой України» (2017)[9].

## Вшанування пам'яті
- 29 грудня 2023 року міська рада Харкова ухвалила рішення про перейменування на честь Станіслава Партали вулицю в Шевченківському районі міста (раніше вулиця Мілія Балакірєва)[10].
- 18 серпня 2023 року на фасаді будівлі Харківської гімназії № 111 на честь Станіслава Партали була встановлена меморіальна дошка[11].